# Francesc Miquel Cabot i Serra

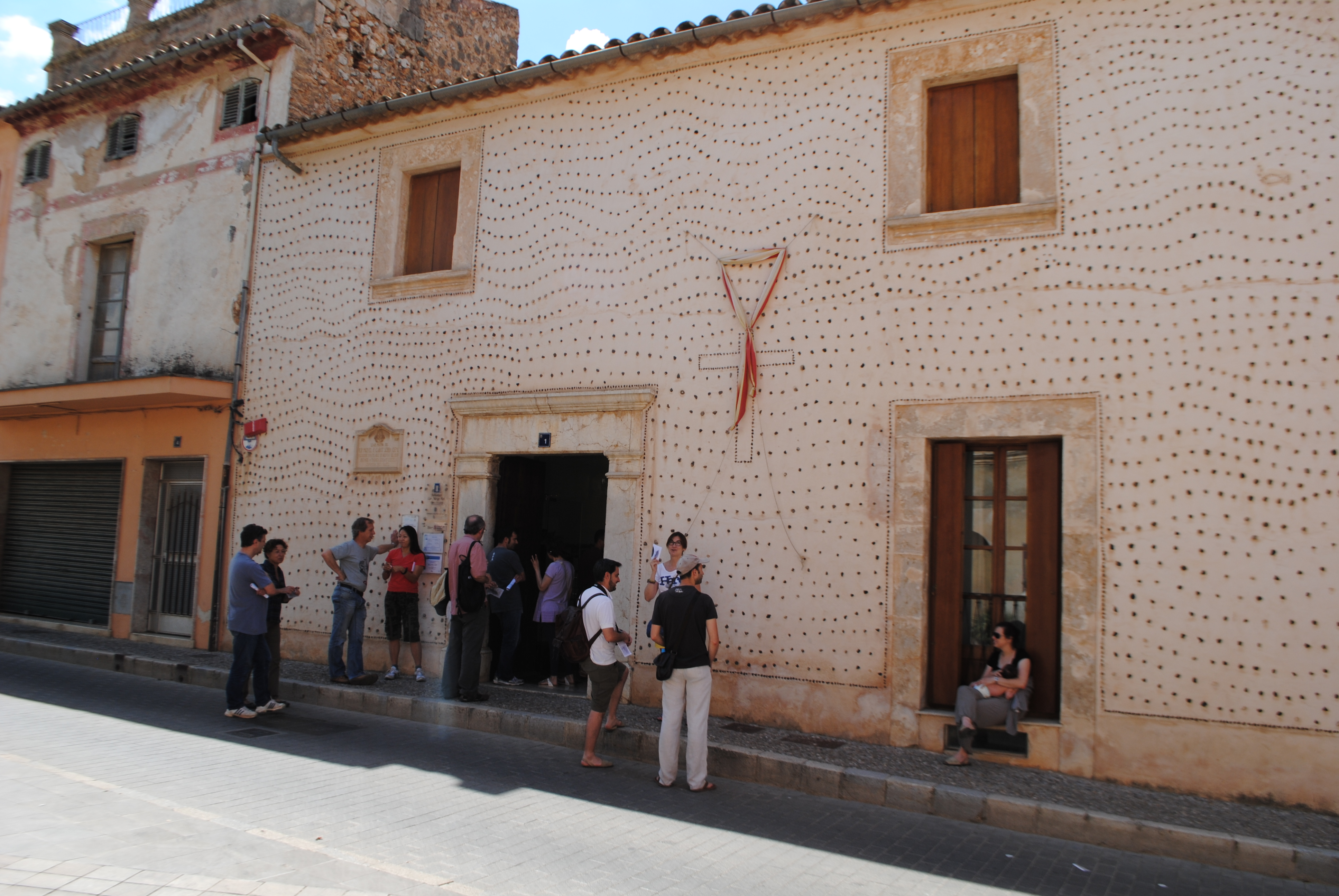
Cas Metge Rei, casa natal de Francesc Miquel Cabot i Serra

Francesc Miquel Cabot i Serra (Santa Maria del Camí, Mallorca, 1819 - Tarata, Bolívia, 1872), va ser un religiós i missioner mallorquí que desenvolupà la seva tasca en diversos indrets de Perú i Bolívia, ordenat sacerdot a Roma el 1841. Entrà a l'orde franciscà el 1844 i posteriorment anà destinat a La Paz (Bolívia), on aprengué el quítxua i es dedicà a l'ensenyament del novicis.

## La família Cabot de Can Rei
Els Cabot "Rei" procedien de Bunyola. S'establiren a Santa Maria a partir de 1677, posseint terres entre el camí de Sóller i Son Montserrat. Propietaris rurals acomodats, tenien vinyes i celler. Rafel Cabot i Borràs fou el primer doctor en medicina de la família, com ho foren el seu fill Rafel Cabot i Mates, el seu net Joan Cabot i Pascual i el seu renét Antoni Cabot i Coll, pare del missioner Francesc Miquel Cabot i Serra. Rafel Cabot i Mates es va fer càrrec del casal de la família Mates de Coanegra, a la Plaça de la Vila de Santa Maria del Camí, avui transformat en biblioteca i residència per a persones majors i conegut com a "Cas Metge Rei". Els Cabot "Rei" mantengueren,al llarg del segle xix, una oberta posició a favor de l'absolutisme i d'oposisició a les reformes liberals.

## El Pare Cabot a Sud-amèrica
A Bolívia Antoni Oliver havia fundat el col·legi de Tarija i Francesc Coll, de Petra, havia estat molt de temps entre els indis "chiriguanos". Destinat a La Paz, el 1846 passà a la missió de San Miguel de Muchanes, entre els indis mosetenes, a la ribera del Río Beni, entre els quals hi desenvolupà una tasca religiosa i pacificadora enfront de les lluites tribals. Edificà una petita església i deixà entre ells el missioner Pau Mateu Cerdà.
El 1851 fou nomenat responsable del santuari de Copacabana, a 3.800 metres d'altura, vora el llac Titicaca. Restaurà el convent, que estava en ruïnes, i dugué a terme una tasca religiosa (destacava com orador). Fou designat Prefecte general de Missions pel President de Bolívia i renuncià al càrrec. El 1855 retornà a Europa interessat a anar a la Xina, però després d'entrevistar-se amb Pius IX retornà a Bolívia.
Recorregué una extensa regió a peu amb una gran anomenada de predicador. Visità Obrajes, Iangos, Río Abajo, Sorata i passà al Perú travessant la serralada andina. Va estar a Puno, Cusco, Callao i Lima. La duresa del clima, a una altura mitjana de 3.000 metres, arribà a debilitar la seva salut. D'allà fou destinat a Cochabamba el 1867. Va fer missions a Santa Cruz de la Sierra, Vallegrande, Tarija i Potosí. Morí als 53 anys quan havia sortit de Tarata per anar a predicar, esgotat, al peu d'un salze. El seu cadàver fou enterrat al convent de Tarata.

## Pervivència del Pare Cabot
A Bolívia
- Al lloc on morí hi ha una petita capella a la seva memòria i en el seu entorn s'hi han edificat cases, formant un poble conegut per "Villa Cabot".
- A Montero (Bolívia), Departament de Santa Cruz, a la clastra de l'església hi ha un lloc conegut com "La Cruz", en homenatge a la visita del Pare Cabot.

A Mallorca
L'any 1972 Nicolau Pons publicà una biografia del missioner. A la façana de Cas Metge Rei a Santa Maria del Camí, la seva llar natal, hi ha una làpida que du la inscripció: "Llar nativa del V.P. Miquel F. Cabot Serra O.F.M., missioner infatigable de Bolívia i del Perú, que morí a Tarata, deixant l'estela lluminosa dels sants". L'any 1972, amb motiu del seu centenari, fou declarat Fill Il·lustre de Santa Maria del Camí.